# 7036 Kentarohirata
A 7036 Kentarohirata (ideiglenes jelöléssel (7036) 1995 BH3) a Naprendszer kisbolygóövében található aszteroida. Yoshisada Shimizu és Urata Takesi fedezte fel 1995. január 29-én.